# 克列溫
52°6′28″N 33°2′41″E / 52.10778°N 33.04472°E
克列溫（烏克蘭語：Клевин），是烏克蘭的村落，位於該國北部切爾尼戈夫州，由諾夫哥羅德-謝韋爾斯基區負責管轄，面積0.33平方公里，海拔高度188米，2018年人口5，人口密度每平方公里127.3人。